# Acmopolynema narendrani
Acmopolynema narendrani is een vliesvleugelig insect uit de familie Mymaridae. De wetenschappelijke naam is voor het eerst geldig gepubliceerd in 2004 door Hedqvist.